# Bartolomé Calvo
Bartolomé Calvo est un homme d'État et ancien président de Confédération grenadine (actuels Colombie et Panama) né le 24 août 1815 et décédé le 2 janvier 1889.